# إريك شاربنتييه
إريك شاربنتييه (بالسويدية: Erik Charpentier)‏ هو لاعب جمباز فني سويدي، ولد في 17 أغسطس 1897 في Sölvesborg ‏ في السويد، وتوفي في 17 فبراير 1978 في لوند في السويد.

## وصلات خارجية
- إريك شاربنتييه على موقع اللجنة الأولمبية الدولية (الإنجليزية)
- إريك شاربنتييه على موقع أوليمبيديا (الإنجليزية)
- إريك شاربنتييه على موقع اللجنة الأولمبية السويدية (السويدية)